# Melodorum
Melodorum Lour. – rodzaj roślin z rodziny flaszowcowatych (Annonaceae Juss.). Według The Plant List w obrębie tego rodzaju znajdują się 2 gatunki o nazwach zweryfikowanych i zaakceptowanych, podczas gdy aż 22 kolejne taksony mają status gatunków niepewnych (niezweryfikowanych). Występuje naturalnie w klimacie tropikalnym Azji i Australazji, a według niektórych źródeł także Afryki. Gatunkiem typowym jest M. fruticosum Lour.

## Morfologia
PokrójZimozielone krzewy. Pędy są wzniesione, młodsze pokryte drobnymi włoskami.
LiścieNaprzemianległe, pojedyncze, całobrzegie, siedzące.
KwiatyPromieniste, obupłciowe, pojedyncze lub zebrane w pary. Mają 3 działki kielicha nienakładające się na siebie. Płatków jest 6, ułożonych w dwóch okółkach, są mięsiste, zewnętrzne są większe od wewnętrznych. Kwiaty mają liczne pręciki ułożone wokół górnej zalążni złożonej z licznych i wolnych owocolistków.
OwoceJagody, licznie zebrane w owocostan lub owoc zbiorowy.

## Systematyka
Pozycja według APweb (aktualizowany system APG III z 2009)
Rodzaj wraz z całą rodziną flaszowcowatych w ramach rzędu magnoliowców wchodzi w skład jednej ze starszych linii rozwojowych okrytonasiennych określanych jako klad magnoliowych.
Lista gatunków
- Melodorum fruticosum Lour.
- Melodorum indochinense (Jovet-Ast) Bân